# Kuura
Kuura es una aldea del municipio de Rõuge, en el condado de Võru, Estonia, con una población censada a final del año 2011 de 4 habitantes. 
Se encuentra ubicada al sur del condado, cerca del Suur Munamägi —el punto más alto del país con 318 metros—, del lago Rõuge Suurjärv y de la frontera con Letonia y Rusia.